# Obština Dălgopol
Obština Dălgopol (bulharsky Община Дългопол) je bulharská jednotka územní samosprávy ve Varenské oblasti. Leží ve východním Bulharsku na východním úpatí Staré planiny. Sídlem obštiny je město Dălgopol, kromě něj zahrnuje obština 15 vesnic. Žije zde přibližně 13 tisíc obyvatel.

## Sídla
| - Arkovna - Asparuchovo - Borjana - Conevo - Dălgopol (sídlo správy) - Debelec | - Kamen Ďal - Komunari - Krasimir - Lopušna - Medovec - Partizani | - Poljacite - Rojak - Sava - Sladka Voda - Veličkovo |

## Sousední obštiny
| Růžice kompasu |          | Provadija        |              | Růžice kompasu |
| Růžice kompasu | Smjadovo | Sever            | Dolni Čiflik | Růžice kompasu |
| Růžice kompasu | Smjadovo | Obština Dălgopol | Dolni Čiflik | Růžice kompasu |
| Růžice kompasu | Smjadovo | Jih              | Dolni Čiflik | Růžice kompasu |
| Růžice kompasu | Ruen     |                  |              | Růžice kompasu |

## Obyvatelstvo
K 15. březnu 2025 v obštině žilo 13 215 obyvatel a bylo zde trvale hlášeno 15 150 obyvatel. Podle sčítání 7. září 2021 bylo národnostní složení následující:
- Turci: 4 944 (42.1 %)
- Bulhaři: 4 899 (41.8 %)
- Romové: 1 823 (15.5 %)
- ostatní[p 4]: 65 (0.6 %)

V období 2011 až 2021 v obštině ubylo 1 393 obyvatel.